# 중원도
중원도(中原道)는 고려 시대에 존재했던 한국의 옛 행정 구역 가운데 하나이다. 지금의 충청북도와 경기도 남부 일대에 있었다.